# La torre dell'elefante
La torre dell'elefante è un racconto breve fantasy facente parte del ciclo di Conan il barbaro dello scrittore Robert Ervin Howard.

## Trama
Conan, ancora un giovane cimmero errante, poco esperto della vita civilizzata e soprattutto delle cose inerenti alla magia, sosta nella città di Arenjun, splendido gioiello del regno di Zamora e patria dei più famosi ladri di Hyboria. In uno dei malfamati locali del Maglio viene a conoscenza dell'esistenza di una fantomatica quanto inestimabile gemma detta Il cuore dell'elefante, detenuta da un mago di Arenjun così potente da far tremare anche il governatore locale alla propria volontà. Conan, che all'epoca sopravviveva come ladro, non si fa certo sfuggire l'occasione di tentare di rubarla, sebbene sembra sia custodita nella residenza del mago, una torre inespugnabile nel cuore della città, detta appunto, la Torre dell'elefante.
Sul suo cammino incontrerà il principe dei ladri Taurus di Nemedia che quella notte stessa tentava anche lui di impossessarsi della gemma. Superati feroci leoni a guardia della base grazie all'aiuto della mortale polvere di loto nero, i due raggiungono la cima della torre e Taurus entra per primo chiedendo a Conan di restare di guardia; in realtà Taurus chiude dietro di sé una pesante porta in ferro, tradendo Conan. Ma ne esce subito dopo, agonizzante, e muore in pochi istanti; sul suo corpo solo due piccole ferite.
Conan decide allora di entrare e si trova presto faccia a faccia con l'assassino di Taurus: un enorme e spaventoso ragno nero che occupa l'intero soffitto della stanza piena di gioielli e tesse ragnatele a velocità disumana. Solo i barbarici riflessi di Conan lo salveranno dal veleno e con l'enorme forza della disperazione e dei possenti muscoli getterà sul ragno uno scrigno colmo di preziosi spappolando il macabro custode.
Non trovando però in quella stanza la gemma, Conan prosegue nella stanza successiva e stavolta lo attende qualcosa di davvero innaturale, un essere con il corpo di uomo e l'enorme testa di elefante siede su un trono di pietra; all'inizio Conan lo ritiene una statua, ma avvicinatosi si rende conto che è vivo! Vivo, ma cieco, infatti l'uomo-elefante Yag-Hosha crede che Conan sia in realtà il suo aguzzino Yara (il mago della torre) tornato a torturarlo. Chiarito l'equivoco, Conan ascolta il racconto di Yag, che descrive la propria razza come un'antichissima stirpe di maghi venuti dalle stelle e un tempo venerati dai popoli precedenti. Ma Yara, un tempo accolito di Yag, riuscì a imprigionarlo e a renderlo schiavo, torturandolo da secoli per i suoi biechi scopi di magia nera. Yag chiede allora a Conan di ucciderlo, di prendere il suo cuore e strizzare il sangue contenuto in esso sopra la gemma dell'elefante in possesso di Yara, solo così avrebbe potuto liberarsi. Conan, un poco riluttante, esaudisce la preghiera ed uccide Yag, ne cava il cuore e fa come gli era stato detto.
Di fronte a Yara, che incontra dopo qualche stanza, Conan strizza il cuore di Yag sulla gemma e Yara diventa via via più piccolo di statura, fino ad essere inglobato nella gemma stessa. Conan intravede nella gemma Yag che dà la caccia a Yara e lo uccide, ritornandosene finalmente al di là delle stelle.
Conan sente la torre tremare, fa appena in tempo a fuggirne per vederla crollare alle sue spalle.

## Storia editoriale

### Edizioni
- Robert Ervin Howard, The Tower of the Elephant, sulla rivista Weird Tales, 1933.
- Robert Ervin Howard, La torre dell'elefante, traduzione di Giusi Riverso, collana Fantacollana n° 13, Editrice Nord, 1976,  p. 32, ISBN 88-429-0455-4.

### Edizione a fumetti
- Conan the Barbarian (Vol. 1) n. 4, appare la prima edizione italiana in Gli Albi dei Super-Eroi (prima serie) n. 16 (28 novembre 1973), Editoriale Corno
  - La seconda edizione italiana in Cronache di Conan (seconda serie) n. 1 (aprile 2004), Marvel Italia-Panini Comics
  - La terza edizione italiana in Super-Eroi - Le grandi saghe n. 50 (1º marzo 2010), supplemento del Corriere della Sera e della Gazzetta dello sport (settimanale, Rizzoli Editore), Panini Comics
- Un'edizione a fumetti si trova su I Classici del fumetto di Repubblica n. 58 del 2004